# IC 1311
IC 1311 — галактика типу II3rn () у сузір'ї Либідь.
Цей об'єкт міститься в оригінальній редакції індексного каталогу.